# Hylemera decaryi
Hylemera decaryi là một loài bướm đêm trong họ Geometridae.